# Haus Daniel von der Heydt

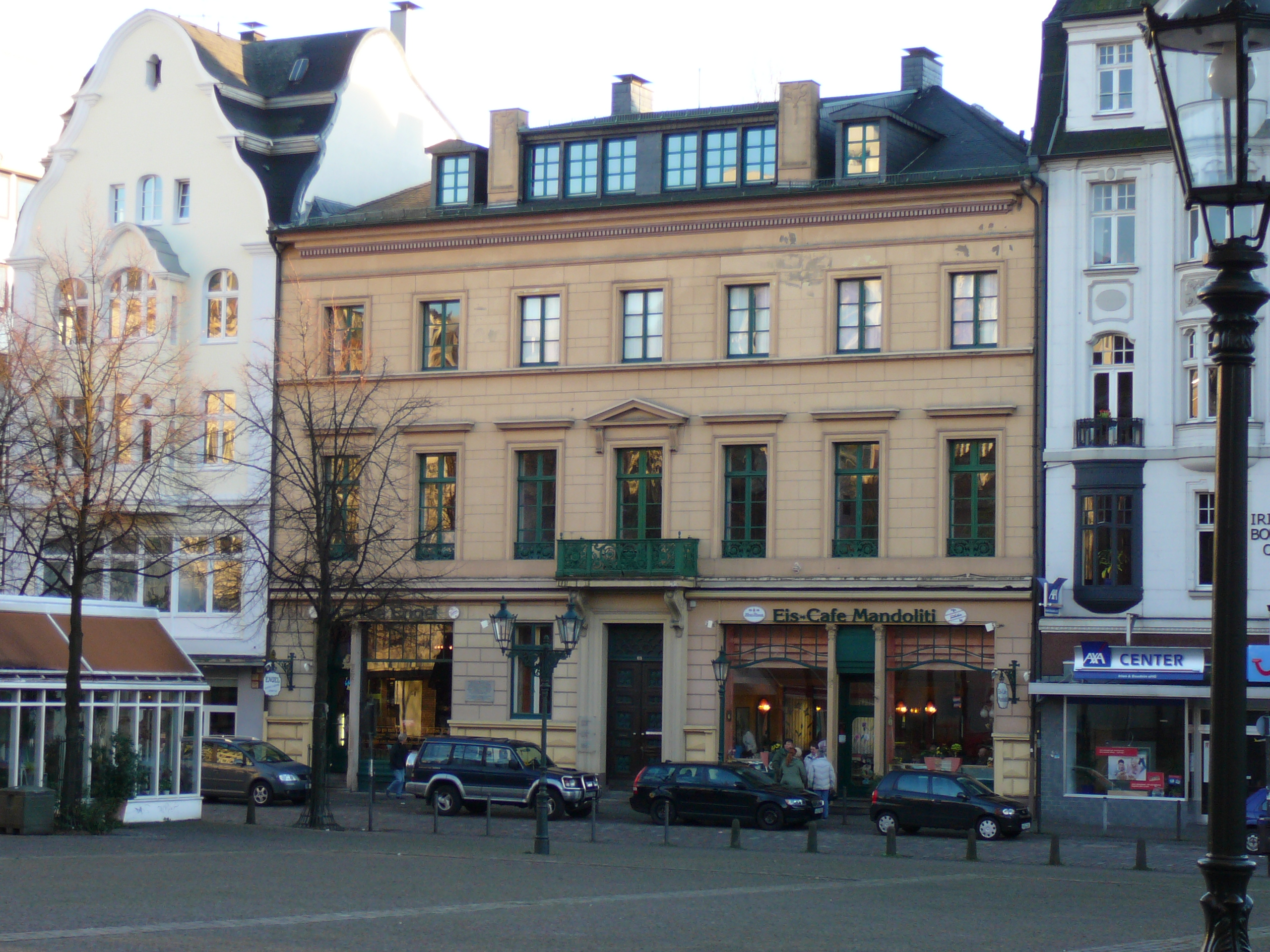
Haus Daniel Von der Heydt

Das Haus Daniel Von der Heydt ist eine als Baudenkmal geschützte Villa im Wuppertaler Stadtteil Elberfeld an der Friedrich-Ebert-Straße.

## Baubeschreibung
Das Objekt, Friedrich-Ebert-Straße 13, liegt gegenüber der Laurentius-Kirche und damit am Laurentiusplatz. Das Haus wurde 1842, nach der Errichtung der Kirche und des Platzes (damals „Königsplatz“) gebaut. Die Villa an der Königsstraße, wie die Friedrich-Ebert-Straße zu dieser Zeit genannt wurde, war ursprünglich freistehend. Später wurden westlich und östlich weitere Häuser gebaut, so dass heute an der Friedrich-Ebert-Straße, hier in diesem Abschnitt eine einspurige Geschäftsstraße, eine geschlossene Häuserfront besteht.

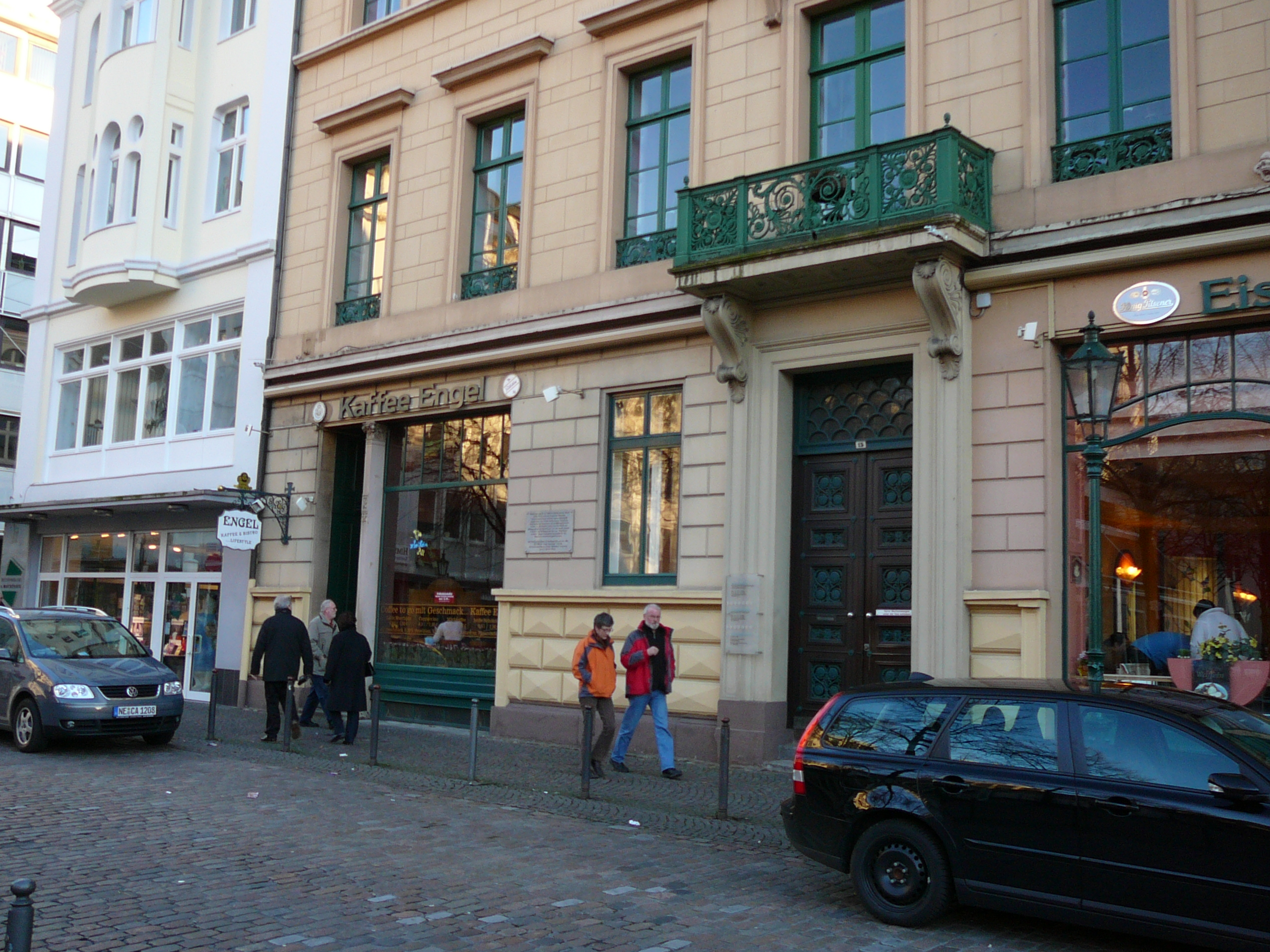
Hier befand sich die Apotheke

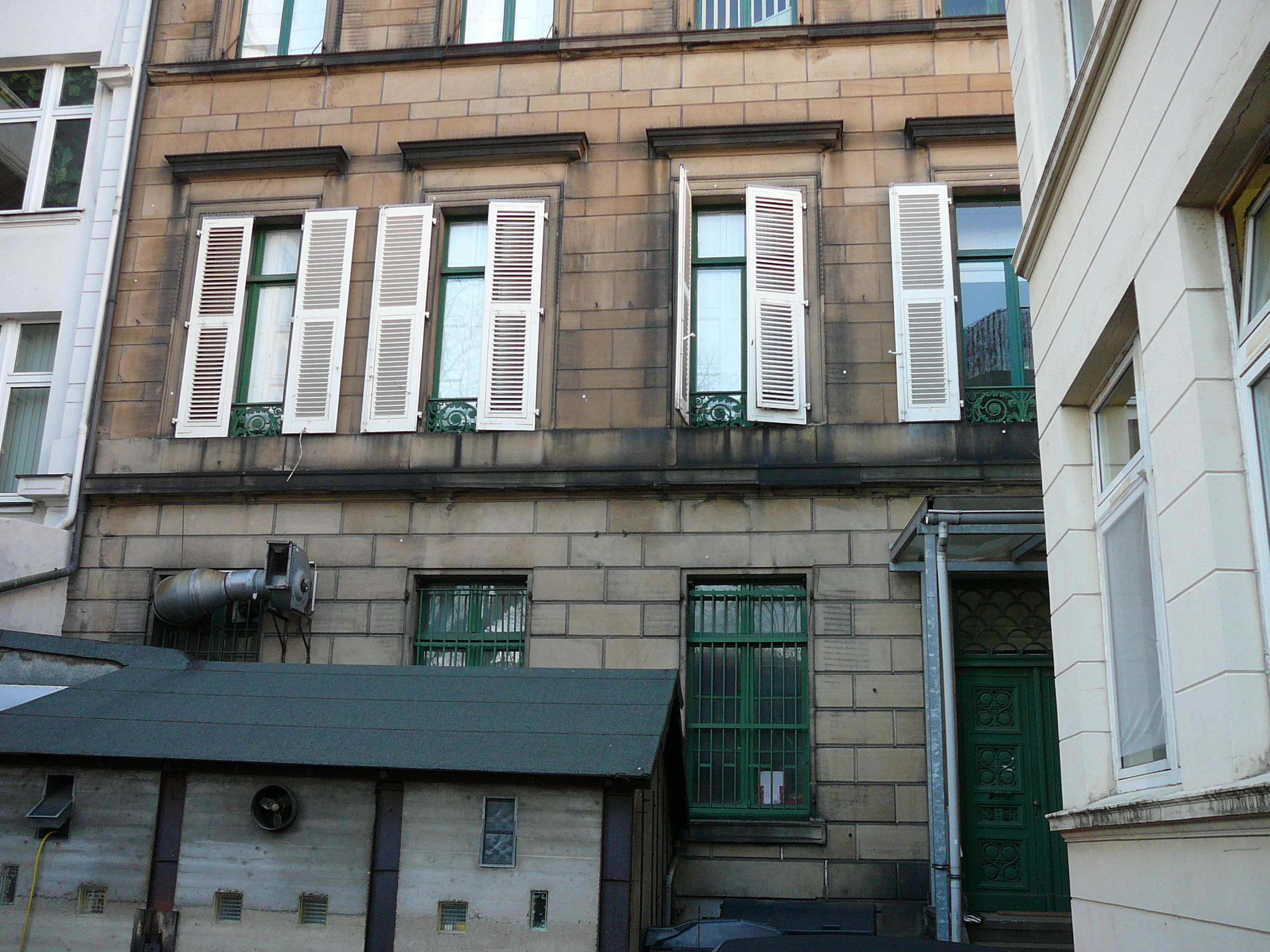
Die rückwärtige Ansicht

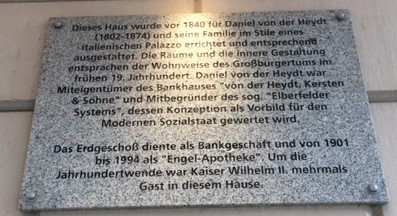
Erinnerungstafel an Daniel von der Heydt

Bauherr war Daniel von der Heydt, der hier mit seiner Frau und sechs Kindern wohnte. Die Von der Heydts galten als eine der führenden Persönlichkeiten in Elberfeld und empfing in seinem Haus zahlreiche prominente Gäste. Wie sein Bruder August gehörte er zum Freundeskreis Friedrich Wilhelm IV., der wiederholt Gast im Haus war.
Das Haus ist dreigeschossig, im klassizistischen Stil errichtet und mit werkgerechter Sandsteinfassade versehen. Von den bemalten Fensterscheiben existiert heute nur noch eine, die anderen sind im Zweiten Weltkrieg zerstört worden. Viele Innenwände sind mit Wandmalereien ausgestattet, so gibt es Motive von Blumenarrangement oder italienischen Landschaften. Der große Garten an der Rückseite reichte im 19. Jahrhundert bis an die Wupper. Im 20. Jahrhundert waren hier eine Eisdiele und die „Engel-Apotheke“ zu finden. Die Apotheke wurde 1995 aufgegeben und vom Besitzer der Eisdiele übernommen, der dort nun ein Café/Bar betreibt.
Am 28. Juli 1986 wurde das Gebäude unter Baudenkmal geschützt und in die Denkmalliste der Stadt Wuppertal eingetragen.